# Inga Verhaert
Inga Verhaert (Essen, 18 april 1969) is een Belgisch politica van Vooruit die lange tijd voor verschillende universiteiten werkte.

## Levensloop

### Studies
Op het College van het Eucharistisch Hart in Essen volgde ze de richting Latijn–Grieks. Vervolgens studeerde ze aan de Universiteit Antwerpen waar ze in 1991 afstudeerde als licentiate in de Germaanse filologie. Tussendoor trok ze met het ERASMUS-uitwisselingsprogramma naar de Otto-Friedrich-Universität in Bamberg, Duitsland. Na haar studies in Antwerpen deed ze internationale ervaring op door één jaar Engelse en Amerikaanse letterkunde te studeren aan de Miami University in de Verenigde Staten. Daar doceerde ze ook Duits aan tweede- en derdejaarsstudenten. Toen ze terug in België was, volgde ze een aanvullende studie in de internationale politiek aan de Antwerpse universiteit, die ze in 1993 voltooide.

### Carrière
Na haar studies in de Verenigde Staten kreeg Verhaert een baan aan het Limburgs Universitair Centrum waar ze in 1993 Nederlands en Engels gaf aan uitwisselingsstudenten. Vervolgens was ze in 1994 interimaris Duits en Engels aan het college in Essen waar ze vroeger school liep. Van 1995 tot 2004 had Verhaert verschillende opdrachten aan de Universiteit Antwerpen. Ze was er van 1995 tot 1996 administratief medewerker van het European Studies Program en assistente in de Engelse letterkunde, was van 1996 tot 2001 als coördinator internationale relaties betrokken bij de internationalisering en werkte er van 2001 tot 2003 als academisch beleidsmedewerker voor de rector en van 2003 tot 2004 als adjunct-departementshoofd van de Raad voor maatschappelijke en wetenschappelijke dienstverlening. In 2004 zette ze haar universitaire loopbaan stop om zich volledig op de politiek te concentreren. In oktober 2020 keerde Verhaert terug naar de Universiteit Antwerpen als domeincoördinator en diensthoofd Internationale Samenwerking, hetgeen ze bleef tot in september 2022.
Ze was voorzitter van de Plantijn Hogeschool tot 2013, wanneer de hogeschool met de Artesis Hogeschool Antwerpen tot AP Hogeschool Antwerpen fuseerde. Ze werd in 2015 in opvolging van Camille Paulus voorzitter van de AP Hogeschool. In 2019 volgde Marleen Vanderpoorten haar op. Sinds september 2022 is Verhaert aan de AP Hogeschool directeur Onderwijs en Student.

### Politiek
Verhaert begon haar politieke loopbaan in 2000 toen ze voor de toenmalige sp.a verkozen werd als gemeenteraadslid in Kalmthout. Ze oefende dit mandaat uit tot in 2006. Van 2004 tot 2006 was zij voor de kieskring Antwerpen lid van de Kamer van volksvertegenwoordigers. In 2006 verliet Verhaert de Kamer toen ze verkozen werd als provincieraadslid van Antwerpen, een functie die ze uitoefende tot in 2024. Van 2006 tot 2018 was ze gedeputeerde van de provincie. In die hoedanigheid was ze onder andere bevoegd voor Onderwijs, Mobiliteit en Energie. Sinds 2018 is ze opnieuw gemeenteraadslid van Kalmthout.
Tevens was Inga Verhaert van 2009 tot 2023 nationaal voorzitter van de progressieve vrouwenbeweging zij-kant, waarvan zij sinds 2023 internationaal secretaris is.
Haar zoon Oskar Seuntjens trad in haar politieke voetsporen en werd voor Vooruit fractieleider in de Kamer van volksvertegenwoordigers.